# Benzimidazoly

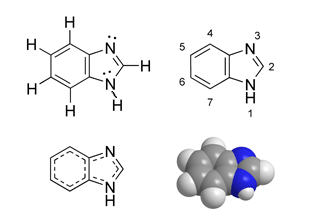
Struktura a model molekuly benzimidazolu

Benzimidazoly jsou heterocyklické aromatické sloučeniny, deriváty benzimidazolu, vzniklého formálně fúzí benzenu a imidazolu. Syntetické benzimidazoly se používají jako antiparazitika.

## Přehled nejznámějších benzimidazolových antiparazitik
- albendazol
- fenbendazol
- flubendazol
- mebendazol
- luxabendazol
- oxfenbedazol
- oxibendazol
- triklabendazol